# تینداری
تینداری (به ایتالیایی: Tindari) یک منطقهٔ مسکونی در ایتالیا است که در پاتی واقع شده‌است.